# Guntram I.
Guntram I., auch Guntchramn oder Gunthramn (* um 532, spätestens 534; † 28. März 592 in Chalon-sur-Saône) war ein Frankenkönig aus dem Geschlecht der Merowinger. Er regierte von 561 bis zu seinem Tod.

## Leben
Guntram war der vierte der fünf Söhne aus der Ehe des Königs Chlothar I. und der Königin Ingund(e). Chlothar, einer der Söhne des Reichsgründers Chlodwig I., hatte das Frankenreich, das er 511 mit drei Brüdern geteilt hatte, zuletzt nach dem Tod seiner Brüder unter seiner Herrschaft wiedervereinigt. Als Chlothar 561 starb, waren die beiden ältesten Söhne aus seiner Ehe mit Ingund bereits gestorben; am Leben waren außer Guntram noch zwei weitere Söhne Ingunds, Charibert I. und Sigibert I., sowie deren Halbbruder Chilperich I. aus der späteren Ehe Chlothars mit Ingunds Schwester Arnegunde.
Diese vier Erben teilten das Reich untereinander auf, wobei jeder einen Teil des Reichskerns zwischen Rhein und Loire und einen Teil der seit Chlodwigs Expansionskriegen hinzugekommenen Eroberungen südlich der Loire erhielt. Guntram bekam den Reichsteil mit der Residenz Orléans, den man später, nach seinem Tod, als das Teilreich Burgund zu bezeichnen pflegte.
Nach dem Tod Chariberts I., der keinen Sohn hinterließ, im Jahr 567 teilten die drei überlebenden Brüder sein Gebiet untereinander auf. Doch bald brach ein Bürgerkrieg zwischen Chilperich und Sigibert aus, da Chilperich mit seinem Anteil nicht zufrieden war. Chilperich begann den Krieg gegen Sigibert mit der Besetzung von Tours und Poitiers; damit wollte er eine Verbindung zwischen seinen nördlichen Kerngebieten und seinem Besitz im Süden schaffen. Sigibert bat Guntram um Hilfe, worauf ein Heer Guntrams unter dem fähigen Feldherrn Mummolus Chilperichs Truppen zum Rückzug zwang.
Guntram versuchte vergeblich zu vermitteln. Nach der Ermordung Sigiberts im Jahr 575, die Chilperichs Frau Fredegunde angestiftet hatte, kam es zum Kampf zwischen Chilperich und Guntram, nachdem Chilperich seinen Machtbereich durch die Eingliederung von zuvor umstrittenen Territorien aus dem Besitz Sigiberts stark ausgeweitet hatte.
Da Guntram keinen Erben mehr hatte – seine vier Söhne waren gestorben –, adoptierte er im Jahr 577 Childebert II., den erst siebenjährigen Sohn und Nachfolger des ermordeten Sigibert, auf einer Zusammenkunft in Pompierre an der Grenze zwischen dem Reich Orléans und Childeberts Reich Austrasien. Damit wollte Guntram verhindern, dass nach seinem Tod sein Reich an Chilperich fiel. Guntram und Childebert verbündeten sich gegen Chilperich.
Nach der Ermordung Chilperichs 584 musste sich seine Witwe Fredegunde unter Guntrams Schutz stellen, um ihrem erst wenige Monate alten Sohn Chlothar II. das Erbe zu sichern. Daraufhin begab sich Guntram nach Paris und übernahm nominell die Regentschaft für Chlothar II., während faktisch eine Gruppe von Großen um Fredegunde regierte. Die Forderung einer Gesandtschaft seines Adoptivsohns Childebert, die eine Auslieferung Fredegundes wegen des Mordes an Sigibert verlangte, wies er zurück. Sein persönliches Verhältnis zu Childebert blieb aber gut. 585 trafen die beiden Könige erneut zusammen, und Guntram bestätigte dem nunmehr mündig gewordenen Neffen die Erbvereinbarung. Die Eintracht zwischen Childebert, dessen Mutter Brunichild und Guntram wurde im Vertrag von Andelot (28. November 587) bekräftigt. Dieser Vertrag diente insbesondere auch der Sicherung des damals gefährdeten Fortbestands der merowingischen Herrschaft gegen die Großen. 585 wurde zudem unter Guntrams Vorsitz die Synode von Mâcon eröffnet.
Außenpolitisch kam es zum Konflikt mit den Westgoten in Spanien. Guntram wollte sich deren restlichen Besitz nördlich der Pyrenäen, das Gebiet Septimanien, aneignen und unternahm zu diesem Zweck wiederholt Feldzüge, wobei er jedoch letztlich erfolglos blieb. Brunichild, die selbst Gotin war, und Childebert trieben hingegen eine westgotenfreundliche Politik. Auch gegenüber dem byzantinischen Reich und den Langobarden verfolgte Guntram einen anderen Kurs als die Austrasier; er war antibyzantinisch und prolangobardisch gesinnt, die Austrasier hingegen verbündeten sich mit den Byzantinern gegen die Langobarden.
Da Guntram ohne Erben starb, fiel sein Königreich an Childebert II. Er wurde in der Kirche Saint-Marcel bei Chalon-sur-Saône begraben.

## Guntram und der Aufstand Gundowalds
Eine Episode in Guntrams Konflikt mit Byzanz war der Aufstand Gundowalds. Gundowald war ein Prätendent, der sich zu Recht oder zu Unrecht als (unehelicher) Sohn König Chlothars I. ausgab und einen Anteil am Merowingerreich verlangte. Chlothar leugnete seine Vaterschaft, die jedoch von Gundowalds Mutter und anderen Zeugen behauptet wurde. Gundowald floh nach Italien zu den Oströmern und lebte dann einige Zeit in Konstantinopel. Auf Einladung fränkischer Großer, die Gegner Guntrams waren, kehrte er zurück; Kaiser Maurikios unterstützte dieses Unternehmen finanziell. Im Jahr 584 traf Gundowald in Marseille ein und wurde zum König ausgerufen. Im folgenden Jahr gelang es Guntram jedoch, den gefährlichen Aufstand niederzuwerfen.

## Familie
Guntram verband sich nacheinander mit drei Frauen. Die erste hieß Veneranda; dabei handelte es sich nicht um eine Ehe, sondern um ein Konkubinat (wohl um 548). Von ihr hatte er einen Sohn namens Gundobad. Wohl zwischen 556 und 561 heiratete er Marcatrud, eine Tochter des Herzogs Magnachar. Nach der Heirat entfernte Guntram seinen Sohn Gundobad vom Hof und sandte ihn nach Orléans. Dort wurde Gundobad um 565 auf Anweisung Marcatruds vergiftet, denn Marcatrud hatte damals ebenfalls einen Sohn geboren, dem sie die Nachfolge als Alleinerbe sichern wollte. Marcatruds Sohn starb aber bald (um 565/566), und sie fiel in Ungnade, wurde verstoßen und starb bald danach. Darauf heiratete Guntram 566 oder 567 Austregild (Austerchild bzw. Austrechilde, auch Bobilla genannt), eine Magd aus dem Gesinde Marcatruds (* 548; † September 580). Von ihr hatte er zwei Söhne, Chlothar (* 567) und Chlodomer, die beide 577 starben, und zwei Töchter, Chlodeberga († wohl 585/587) und Chlodichild. Chlodichild ist im Vertrag von Andelot erwähnt, war somit am 28. November 587 noch am Leben.

## Rezeption
Guntram wird von dem Bischof und Geschichtsschreiber Gregor von Tours im Vergleich mit anderen Merowingern vor allem in der Chronik des sogenannten Fredegar auffallend positiv dargestellt und als „der gute König Guntram“ bezeichnet. Dies dürfte mit seiner besonders kirchenfreundlichen Politik zusammenhängen; Guntram gründete Klöster und förderte das Mönchtum. Wegen dieser Haltung wurde Guntram nach seinem Tod sogar als Heiliger verehrt, nicht nur lokal in seinem ehemaligen Machtbereich, sondern später unter anderem auch in Utrecht, Köln und Reims. Sein Festtag ist der 28. März.